# Бесков, Катарина

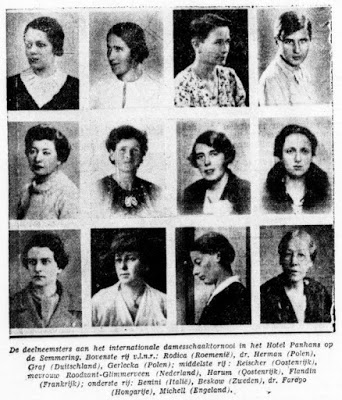
Участницы женского международного турнира в Земмеринге (1936 г.). Верхний ряд (слева направо): Р. Луция, Р. М. Германова, С. Граф, Р. Герлецкая. Средний ряд (слева направо): С. Райшер, К. Родзант, Г. Харум, М. Фланден. Нижний ряд (слева направо): К. Бенини, К. Бесков, К. Фараго, Э. Мичелл.

Анна Катарина Бесков (швед. Anna Katarina Beskow или Anna Catharina Beskow, 2 февраля 1867, Стокгольм — 12 августа 1939, Зальцбург) — шведская шахматистка. Серебряный призёр 1-го женского чемпионата мира, участница ещё трёх женских чемпионатов мира.
В 1914 г. в сеансе одновременной игры сделала ничью с будущим чемпионом мира А. А. Алехиным.
В 1930-х гг. активно играла по переписке. Известны 2 партии, которые она проиграла будущему гроссмейстеру П. П. Кересу в турнире журнала «Deutsche Schachzeitung», состоявшемся в 1932—1933 гг.

## Спортивные результаты
| Год  | Город     | Соревнование                    | + | − | = | Результат | Место |
| ---- | --------- | ------------------------------- | - | - | - | --------- | ----- |
| 1920 | Гётеборг  | Международный турнир (турнир С) | 3 | 8 | 2 | 4 из 13   | 12    |
| 1927 | Лондон    | Турнир за звание чемпионки мира | 9 | 2 | 0 | 9 из 11   | 2     |
| 1930 | Гамбург   | Турнир за звание чемпионки мира | 2 | 6 | 0 | 2 из 8    | 4     |
| 1931 | Прага     | Турнир за звание чемпионки мира | 2 | 5 | 1 | 2½ из 8   | 4     |
| 1937 | Стокгольм | Турнир за звание чемпионки мира |   |   |   | 5½ из 14  | 23    |